# Lăcrămioara Filip
Lăcrămioara Filip (Moinești, Rumania, 4 de abril de 1973) es una gimnasta artística rumana, subcampeona del mundo en 1989 en el concurso por equipos.

## Carrera deportiva
En el Mundial celebrado en Stuttgart (Alemania) en 1989 consigue una medalla de plata por equipos —tras la Unión Soviética y por delante de  China (bronce)—, siendo sus compañeras de equipo: Daniela Silivaș, Gabriela Potorac, Cristina Bontaș, Eugenia Popa y Aurelia Dobre.